# Fouquieria splendens
Phúc quế (danh pháp hai phần: Fouquieria splendens) hay ocotillo, sáp mộc, san hô sa mạc, xương rồng Jacob, là một loài thực vật có hoa trong Họ Phúc quế (Fouquieriaceae), được George Engelmann mô tả khoa học đầu tiên năm 1848. Đây là một loài cây bản địa của hoang mạc Sonora và hoang mạc Chihuahua miền tây nam Hoa Kỳ (nam California, nam Nevada, Arizona, New Mexico, Texas), và bắc Mexico (lan đến tận Hidalgo và Guerrero).

## Mô tả
Phúc quế được xếp vào nhóm thực vật sa mạc và bán mọng nước, nhưng lại có quan hệ gần gũi với trà và việt quất xanh hơn xương rồng. Gần suốt năm, nó trông như một cái cây chết đầy gai, nếu quan sát kĩ thì thấy rằng vẫn có chỗ xanh. Khi trời mưa, nó nhanh chóng trở nên xanh tươi, mọc lá ngắn (2–4 cm), hình trứng, và cứ như vậy trong nhiều tuần (và có lúc kéo ra hàng tháng). Nhánh cây có thể đạt đường kính 5 cm ở chạc. Cây có thể đạt chiều cao 10 m (33 ft). Cây chẻ nhánh ở gần gốc, nhưng nhánh lại thẳng như sào và ít rẽ nhánh con; cây trồng thường không có nhánh con nào. Cuống lá rắn dần thành gai, lá mới đâm chồi ở gốc gai. Hoa đỏ thắm hay mọc sau cơn mưa vào mùa xuân, hè, có khi thu. Hoa mọc ở gần chóp nhánh. Phấn hoa phân tán nhờ ông bầu và chim ruồi.

## Phân bố
Phúc quế được tìm thấy ở những vùng sa mạc tây nam Hoa Kỳ và trãi dài đến miền trung Mexico. Cây sống trong điều kiện khô hạn, đất đá.

## Cách trồng
Phúc quế được trồng và chăm sóc quanh năm. Cây có thể được nhân giống bằng cách giâm cành hoặc từ hạt.

## Phân loài
Phúc quế có ba phân loài:
- F. s. splendens Engelm.
- F. s. breviflora Hendrickson
- F. s. campanulata (Nash) Henrickson